# 고석만
고석만(高錫晩, 1948년 12월 9일 ~ )은 대한민국 방송인 겸 연극연출가 출신의 전직 정치인이자 기업가 겸 대학 교수이다.

## 생애
1948년 전라북도 전주 교동에서 출생하여 지난날 한때 전라북도 완주 소양면에서 잠시 유아기를 보낸 적이 있는 그는 1954년 국민학교 2학년 때 어머니가 병으로 인하여 돌아가시자 어린 시절을 외롭게 보냈다. 방황했던 시절, 고등학교를 여섯 군데나 전전하였으며 최종적으로는 서울에서 명지고등학교 졸업(1965년)을 하였다. 연극영화학과 실기시험에 자신이 없어 1966년 재수를 통하여 서라벌예대 신문방송학과에 들어갔지만 3학년 때(1968년) 학과를 옮겨 끝내 연극영화학과를 나왔다(1970년). 1973년 MBC 시험에 응시하기 위해 4개월 동안 날밤을 새며 학과 공부를 했는데, 전문시험에서 가장 높은 점수를 맞아 합격했다.
이후 <수사반장>, <제1공화국>을 비롯한 공화국 시리즈, <거부실록>, <야망의 25시>, <땅>, <간난이> 등 수많은 대표작을 냈다. 1999년 청와대 행정관으로 들어가 일하기도 했지만 그 뒤 국립영상간행물제작소 소장과 K-TV 대표를 거쳐 2003년 EBS 사장으로써 다시 방송 분야로 돌아왔다. 이후 2005년 MBC 특임이사를 거쳐 2007년 한국콘텐츠진흥원 원장에 취임했으며 퇴임한 이후 연극 연출 등으로 소위 '나름 젊은 시간'을 보내다가 여수엑스포 총감독으로 합류했다.

## 학력
- 전주국민학교 졸업
- 전주남중학교 졸업
- 영생고(前) → 수원고(前) → 송도고(前) → 배재고(前) → 중앙고(前) → 명지고 졸업
- 서라벌예대 연극영화학과 학사
- 중앙대 대학원 신문방송학과 언론학 석사 수료
- 중앙대 대학원 연극영화학과 예술학 석사
- 중앙대 대학원 영화학과 예술학 박사 수료

## 주요 경력
- MBC 드라마본부 PD(1973년)
- MBC 드라마본부 부장(1988년)
- MBC 제작본부 본부장(1989년)
- MBC 퇴사(1995년 2월 28일) (의원퇴직)
- SBS TV 제작국 국장(1995년 3월)
- SBS 퇴사(1996년 8월) (의원퇴직)
- 한국TV프로그램제작사협회 이사장(1996년 9월 2일~1999년 1월 3일)
- 한국교육방송공사 사장(2003년)
- MBC 특임이사(2005년)
- 한국문화콘텐츠진흥원 원장
- 예술의전당 이사장
- 중앙대학교 예술대학원 초빙교수
- 2012 여수세계박람회 조직위원회 총감독
- 전주국제영화제 집행위원회 위원장
- 세계친환경디자인박람회 총감독
- MBC저널리즘스쿨 방송 콘텐츠 기획 강사

## 수상 경력
- 전국언론노련 민주언론상
- 제16회 중앙언론문화상
- 여의도클럽 제5회 방송인상